# نوربرت لوئیزو
نوربرت لوئیزو مهندس و سیاستمدار سیشل است. او عضو مجلس ملی سیشل و عضو حزب ملی سیشل می‌باشد. او اولین بار در سال ۲۰۰۷ به مجلس انتخاب شد.